# Dwór obronny w Myślenicach
Dwór obronny w Myślenicach (Nowy Zamek) – dwór obronny w Myślenicach w województwie małopolskim. Dokładna lokalizacja nie jest znana; wiadomo, że znajdował się wśród mokradeł na wschód od miasta. Rozebrany w 1773 roku.

## Historia
Dwór został zbudowany w latach 1550–1560 przez ówczesnego wójta myślenickiego, Spytka Wawrzyńca Jordana.  W 1762 roku był opuszczony i został rozebrany w 1773 roku.
W dworze obronnym w Myślenicach gościł m.in. Mikołaj Rej.